# 宮下信顕
宮下 信顕（みやした のぶあき、1972年 - ）は、日本の建築家。一級建築士。 長野県出身。エムアールスタジオ株式会社一級建築士事務所代表。シカゴアテナエウム国際建築賞、AIAアメリカ建築家協会環太平洋建築デザイン賞、レッド・ドット・デザイン賞、iFデザイン賞、A' Design Award、シカゴ･グッド･デザイン賞、アジアデザイン賞、日本建築学会作品選奨など受賞歴多数

## 略歴
叔父2人がアトリエ系の建築家であったことから幼少の頃から建築に接し、自然と建築家への道を志すようになる。東京理科大学建築学科在学中より多数の設計競技・アイデアコンペに応募し、その入賞実績が数十件に及んだことから「コンペキラー」として名を馳せる（彰国社：建築学生のハローワークに『伝説のコンペキラー』として登場）。 大手ゼネコン（設計部）入社後、デビュー作となる石塚電子R&Dセンターではベジェ曲線を用いたコンピュテーショナルなデザイン手法が話題となり、2001年発売のカーサブルータス「注目の若手建築家：世界の10人+日本の10人」の特集では、f.o.a.・Asymptote・藤本壮介・乾久美子らと共に紹介される。その後もオフィス・研究所等を中心に作品を発表し国内外の建築賞・デザイン賞を多数受賞、2009年には日経アーキテクチュア「注目の10人」として取り上げられている。2011年に東京理科大学建築学科の非常勤講師に就任し、インハウスアーキテクトながら新建築社主催の講演会に登壇するなど個人名での活動を活発化さる。2015年歌舞伎町の中心・新宿コマ劇場跡地の再開発計画（新宿東宝ビル）では、屋上に原寸大のゴジラを登場させる斬新な設計手法が話題となる。2017年に独立。現在はエムアールスタジオ一級建築士事務所を主宰し、建築設計及びデザイン監修業務を中心に国内外幅広い領域で活動を展開している。

## 経歴
- 1995年 東京理科大学理工学部建築科卒業
- 1997年 東京理科大学大学院理工学研究科建築学専攻修士課程修了
- 1997-2017年 大手ゼネコン設計部
- 2011-2017年 東京理科大学非常勤講師
- 2017年 エムアールスタジオ株式会社（一級建築士事務所）代表取締役

## 主な作品
- 2000年 石塚電子R&Dセンター（セミテックワールドテクノロジーセンター）
- 2001年 ヨックモック粟野工場
- 2003年 日産自動車先行開発センターモデルオフィス
- 2004年 竹中工務店東京本店新社屋（オフィスインテリア）
- 2006年 AGCモノづくり研修センター
- 2007年 トラスコ中山プラネット北関東
- 2008年 アステラス製薬つくば研究センター居室・厚生棟
- 2009年 AGCモノづくり研修センター宿泊棟
- 2009年 日産自動車グローバル本社　企画設計
- 2009年 東洋製罐総合研究所
- 2009年 新日本製鐵君津製鐵所本館
- 2011年 YKK AP埼玉窓工場
- 2011年 HOUSE M
- 2012年 神宮前タケオキクチ旗艦店
- 2015年 新宿東宝ビル（TOHOシネマズ新宿・ホテルグレイスリー新宿）
- 2015年 YKKファスナー専用機械工場
- 2016年 銚子商工組合本店
- 2018年 小学館飯田橋複合施設
- 2018年 ハナマルキみそ作り体験館
- 2019年 アイダ設計プレカット事業部茨城工場
- 2019年 有明ガーデン（ヴィラフォンテーヌグランド東京有明・有明ガーデンシアター）企画設計
- 2020年 ザ・カハラ・ホテル&リゾート横浜、横浜ベイコート倶楽部　企画設計
- 2020年 オリコ研修センター
- 2021年 ダイフク大阪新本社
- 2022年 白山ゲートウェイとくみつTaanTo
- 2022年 Hotel Marina Gold
- 2023年 オリオンホテル那覇
- 2024年 NANEI NISHIKIビル
- 2024年 浦和ガーデンビル・ガーデングループ本社
- 2024年 共英製鋼山口事業所新事務棟

## 主な受賞
- 日本建築学会作品選奨
- International Architecture Awards（シカゴ・アテナイオン国際建築賞）
- AIA環太平洋建築デザイン賞
- レッド・ドット・デザイン賞
- iFデザイン賞
- A' Design Award & Competition
- DNA PARIS DESIGN AWARDS
- Green Good Design Sustainability Awards
- International Architecture&Design Awards
- Rethinking The Future Architecture Awards
- シカゴ･グッド･デザイン賞
- アジアデザイン賞
- French Design Awards
- IIDA北米照明学会賞
- IALD国際照明デザイン賞
- World Architecture Festival Awards
- AIA-JAPAN Award for Architecture
- New York Architectural Design Awards
- LONDON DESIGN AWARDS
- MUSE Design Awards
- TITAN Property Awards
- 日本建築士会連合会賞
- 芦原義信賞
- 日事連建築賞
- 照明学会照明デザイン賞
- 照明学会照明普及賞
- 日経ニューオフィス賞
- グッドデザイン賞
- JCD賞
- SDA賞
- DDA賞
- DSA空間デザイン賞
- 日本空間デザイン賞
- 東京建築賞
- 千葉県建築文化賞
- 茨城建築文化賞
- 埼玉建築文化賞
- ウッドデザイン賞
- JID賞
- PANTONE DESIGN AWARD賞
- AIAーJAPANデザインアワード
- 千葉市優秀建築賞
- 神奈川建築コンクール
- グッドペインティングカラーコンペティション
- イソバンドデザインコンテスト
- 建築環境デザイン賞
- NICHIHA SIDING AWARD
- いばらきデザインセレクション